# Uriash
Uriash (il cui nome fa riferiamento a Uriaș, un gigante del folklore rumeno) è un genere estinto di dinosauro sauropode titanosauro vissuto nel Cretaceo superiore, circa 71-66 milioni di anni fa (Maastrichtiano), nell'area corrispondente all'attuale Romania. Il genere contiene una singola specie, la specie tipo U. kadici, il cui olotipo era originariamente riferito a Petrustitan.

## Scoperta e denominazione

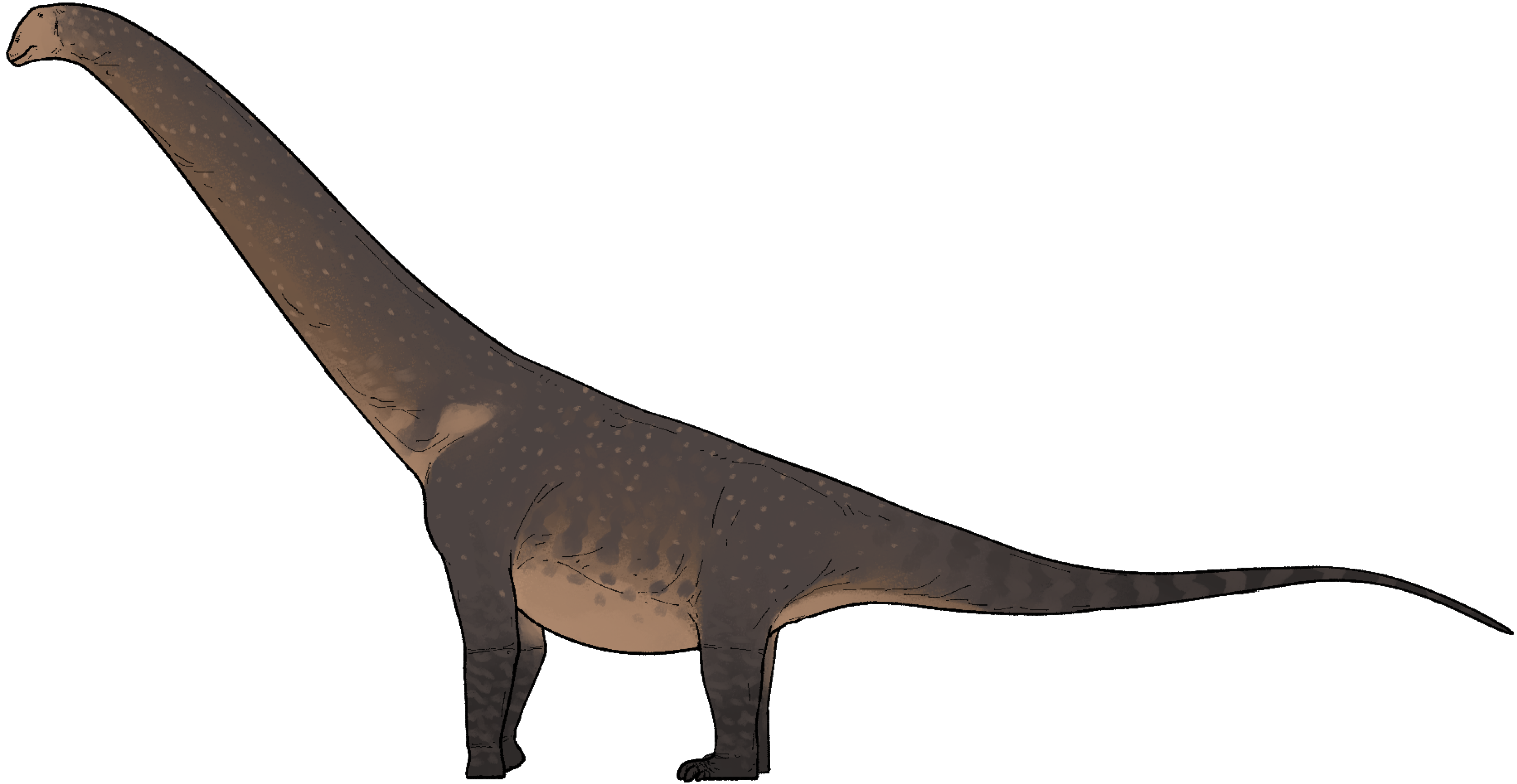
Ricostruzione artistica di U. kadici

Nel 1914, il geologo ungherese Ottokár Kadić scoprì lo scheletro di un sauropode, notevolmente più grande rispetto ai resti di sauropode già rinvenuti nella zona, nel burrone di Pârâul Budurone vicino a Vălioara. Nel 1916, la scoperta, composta da ossa degli arti e otto vertebre, fu riportata nella letteratura scientifica. Entro il 12 gennaio 1927, due di queste vertebre furono inviate a Friedrich von Huene presso l'Università di Tubinga. Nel 1932, von Huene le descrisse, assegnandole in via preliminare a ?Magyarosaurus hungaricus, oggi Petrustitan.
Nel 2021, il sito fu riscoperto e solo allora si comprese che tutte le ossa appartenevano a un unico individuo, chiamato "Individuo C". Si concluse così che l'esemplare rappresentava un taxon nuovo per la scienza.
Nel 2025, la specie tipo Uriash kadici venne nominata e descritta da Verónica Díez Díaz, Philip David Mannion, Zoltán Csiki-Sava e Paul Upchurch. Il nome del genere, Uriash, fa riferimento al termine rumeno Uriaș, il gigante del folklore locale, mentre l'epiteto specifico, kadici, rende omaggio al geologo ungherese Ottokár Kadić (1876-1957).
L'"Individuo C" costituisce l'olotipo della specie. Fu rinvenuto nel membro medio-inferiore della Formazione Densuş-Ciula, probabilmente risalente al primo Maastrichtiano. L'olotipo è composto dalle vertebre caudali SZTFH Ob.3090 B, D, G, H (quattro vertebre sono andate perdute), dall'omero destro SZTFH Ob.3104, dai femori SZTFH Ob.3103 e dal primo metatarso sinistro SZTFH Ob.3095.

## Descrizione
Si stima che Uriash raggiungesse una lunghezza compresa tra 8,83 e 11,87 metri e un peso di 5-8 tonnellate. Attualmente (2025), Uriash rappresenta il secondo titanosauro europeo più grande conosciuto del Cretaceo superiore, dopo Abditosaurus.